# Чечино (Вологодская область)
Чечино — деревня в Череповецком районе Вологодской области.

## История
Входит в состав Мяксинского сельского поселения (c 1 января 2006 по 30 мая 2013 года входила в Щетинское сельское поселение), с точки зрения административно-территориального деления — в Ильинский сельсовет.

## География
Расстояние до районного центра Череповца по автодороге — 54 км, до центра муниципального образования Мяксы по прямой — 17 км. Ближайшие населённые пункты — Михалево, Ляпуново, Пушкино, Малая Дубровка, Большая Дубровка, Бараново.

## Население
| 2010 |
| ---- |
| 3    |

### Национальная численность населения
По состоянию на 1859 год насчитывалось 23 дома, проживало 144 человека. По переписи 2002 года население — 4 человека.

## Инфраструктура
Основа экономики — личное подсобное хозяйство. По состоянию на 2008 год большинство домов используется жителями для проживания в летний период. В деревне имеется таксофон.